# Phalanger orientalis
Il cusco comune settentrionale (Phalanger orientalis Pallas, 1766) è un marsupiale arboricolo della famiglia dei Falangeridi.

## Descrizione
Il cusco comune settentrionale ha generalmente dimensioni maggiori degli altri rappresentanti del genere Phalanger, ed è ricoperto da un breve manto lanoso con una striscia centrale scura sul dorso. Il colore del mantello è variabile, ma le femmine hanno sempre la punta della coda bianca. Il ventre è generalmente bianco. Gli esemplari presenti nelle isole Kai e a Buru sono completamente bianchi. Quelli dell'isola di Sanana hanno una pelliccia bruno-rossastra (addome compreso). I maschi adulti della Nuova Guinea sono di colore bianco sporco, mentre le femmine hanno il manto bruno-rossastro e i giovani grigio-rossastro.
A Guadalcanal, gli esemplari presenti nel nord dell'isola, più arido, sono grigi o neri, mentre quelli che abitano nella parte meridionale, più umida, sono esclusivamente bianchi o marrone scuro. Gli esemplari di maggiori dimensioni si trovano più a ovest (a Timor e nelle Molucche), dove i maschi possono pesare quasi 5 kg; gli esemplari adulti che vivono sull'isola di Nissan e nelle Salomone meridionali, invece, pesano solamente 1 kg circa. Gli esemplari della Nuova Irlanda e della Nuova Guinea hanno una lunghezza testa-corpo di 37,7-47,2 cm e una coda di 27,8-42,5 cm, e pesano 1,6-3,5 kg.

## Biologia
Il cusco comune settentrionale è un animale notturno e solitario che trascorre il giorno riposando nelle cavità degli alberi. Può riprodursi probabilmente in qualsiasi periodo dell'anno. Dopo un periodo di gestazione di 13 giorni la femmina partorisce 1-3 piccoli che alla nascita pesano meno di un grammo. La dieta consiste di frutta, foglie, fiori, germogli e corteccia. Tra i suoi predatori naturali figurano serpenti, Dasiuridi e, nelle isole Salomone, l'aquila pescatrice delle Salomone.

## Distribuzione e habitat
Il cusco comune settentrionale occupa un areale molto vasto, ma è probabile che su gran parte delle isole dove è attualmente presente sia stato volutamente introdotto dall'uomo. Altre due specie simili diffuse nella Nuova Guinea meridionale e sud-orientale e nella penisola di Capo York in Australia, il cusco comune meridionale (P. mimicus) e il cusco comune orientale (P. intercastellanus), sono state per lungo tempo considerate sottospecie di P. orientalis. Sul monte Karimui, in Papua Nuova Guinea, sono state scoperte due nuove specie di cusco, strettamente imparentate con questa, che non hanno ancora ricevuto un nome scientifico.
Gli studiosi suddividono il cusco comune settentrionale in due sottospecie: P. o. breviceps, diffuso nell'arcipelago di Bismarck e nelle isole Salomone, e P. o. orientalis (sensu stricto), presente in Nuova Guinea, nelle Molucche e a Timor. Tra le isole circostanti la Nuova Guinea in cui è stata riscontrata la presenza della specie figurano Ambon, Bagabag, le isole Banda, Batanta, Biak-Supiori, Bougainville, Buka, Buru, Seram, Choiseul, Gorom, Guadalcanal, Yap, Karkar, le isole Kai, Koil, Long, Malaita, Misool, Mioko, Nuova Britannia, Nuova Georgia, Nuova Irlanda, Nissan, Numfoor, le isole Russell, Salawati, Sanana, Makira, Santa Isabel, Saparua, Su Mios, Umboi, Vella Lavella, Vokeo e Waigeo. In Nuova Guinea il cusco comune settentrionale si spinge fino a 1500 m di quota. L'animale è stato probabilmente introdotto dall'uomo 20.000-10.000 anni fa in Nuova Irlanda, 6000 anni fa a Timor e nelle isole Salomone e in epoca sconosciuta alle Molucche (ad esempio a Seram, Buru, Sanana e nelle isole Kai). Il cusco comune settentrionale non è particolarmente esigente nella scelta dell'habitat: si incontra spesso nelle foreste pluviali, ma anche e soprattutto in giardini e altre aree modificate dall'uomo. A volte viene allevato come animale da compagnia.

## Tassonomia
Sono state riconosciute due sottospecie:
- P. o. orientalis Pallas, 1766: Nuova Guinea, Molucche e Timor;
- P. o. breviceps Thomas, 1888: arcipelago di Bismarck e isole Salomone.